# Haruki Matsui
Haruki Matsui (japanisch 松井 治輝 Matsui Haruki; * 12. April 2002 in der Präfektur Hyōgo) ist ein japanischer Fußballspieler.

## Karriere
Haruki Matsui erlernte das Fußballspielen in den Schulmannschaften der Tsuto Elementary School, der Imazu Jr High School sowie in der Kobe Koryo Gakuen High School. Seinen ersten Vertrag unterschrieb er am 1. Februar 2021 beim FC Imabari. Der Verein aus Imabari, einer Stadt in der Präfektur Ehime, spielte in der dritten japanischen Liga. Sein Drittligadebüt gab Haruki Matsui am 2. Oktober 2021 (21. Spieltag) im Auswärtsspiel gegen den FC Gifu. Hier wurde er in der 84. Minute für Takuya Shimamura eingewechselt. Nach vier Ligaspielen wechselte er im September 2023 bis Saisonende 2024 nach Okazaki auf Leihbasis zum Viertligisten FC Maruyasu Okazaki. Hier bestritt er 19 Ligaspiele. Nach Vertragsende in Imabari wechselte er zum Fünftligisten Fukuyama City FC. Mit dem Verein spielt er in der Chugoku Soccer League.